# Storkobben, Sottunga
Storkobben är skär i Åland (Finland). De ligger i Skärgårdshavet och i kommunen Sottunga i landskapet Åland, i den sydvästra delen av landet. Öarna ligger omkring 53 kilometer öster om Mariehamn och omkring 230 kilometer väster om Helsingfors.
Arean för den av öarna koordinaterna pekar på är 0,5 hektar och dess största längd är 110 meter i öst-västlig riktning. Runt Storkobben är det glesbefolkat, med 11 invånare per kvadratkilometer.. Närmaste större samhälle är Kökar, 14,0 km söder om Storkobben.